# Abraham Guillén
Abraham Guillén (* 13. März 1913 in Guadalajara, Spanien; † 1. August 1993?) war ein spanischer Journalist, Ökonom und Politikwissenschaftler, der sowohl vom Anarchismus als auch Marxismus beeinflusst war und neben Carlos Marighella als der bedeutendste Theoretiker der Stadtguerilla galt. Er beeinflusste in ihrer Anfangsphase die Tupamaros in Uruguay.

## Theorie
Guillen hatte praktische Erfahrungen als Teilnehmer auf der republikanischen Seite im Spanischen Bürgerkrieg gewonnen. Nach seiner Flucht aus Spanien 1940 lebte er in Kuba, Argentinien und Uruguay und kehrte nach dem Tod Francos nach Spanien zurück. Er arbeitete für linksgerichtete Zeitschriften und war als Professor für Ökonomie in Buenos Aires tätig.
Ideologisch war Guillén sowohl von anarchistischen wie marxistischen Ideen beeinflusst. Er sah in den politisch, sozial und ökonomisch marginalisierten Massen von Großstädten wie Montevideo ein ideales revolutionäres Potential. Für besonders geeignet hielt er Jugendliche, insbesondere Studenten, um revolutionäre Prozesse in Gang zu setzen. Allerdings löste er ebenso wenig wie sein Zeitgenosse und Pendant in Brasilien, Carlos Marighella, den Widerspruch, wie eine kleine revolutionäre Elite, die anonym und meist nachts operierte, in der Lage sein sollte, massenhafte Unterstützung zu organisieren.
Als die 1963 gegründeten Tupamaros 1966 mit ersten bewaffneten Aktionen begannen und dabei Guillén als Vorbild nahmen, wurde dies von ihm anfänglich begrüßt. Doch schon bald hielt er den eingeschlagenen Weg für falsch. Guillén, der unnötige Gewalt ablehnte, hielt die so genannten Volksgefängnisse nicht für geeignet, die Sympathien der Öffentlichkeit für die Tupamaros zu gewinnen. Sein Hauptwerk Estrategia de guerilla urbana erschien 1969 in Montevideo und wurde 1973 auch auf Englisch veröffentlicht.
Guillén kehrte nach dem Tod Francos nach Spanien zurück und war auch dort zeitweise als Universitätsdozent tätig. Kurz vor seinem Tod veröffentlichte er mit Tecnica de la desinformación ein Buch über die Gefahren der Massenmanipulation durch die neuen Medien wie das Fernsehen.

## Werke
- El imperio del dolar: América Latina: Revolución o alienación, Buenos Aires 1962.
- Teoria de la violencia; guerra y lucha de clases, Buenos Aires 1965.
- Desafío al Pentagono; la guerrilla latinoamericana, Montevideo 1969.
- Philosophy of the urban guerrilla. The revolutionary writings of Abraham Guillén, New York 1973.
- Tecnica de la desinformación, Madrid 1991.